# Lago di Varese
Il lago di Varese (in lombardo lagh de Vares) è situato ai piedi delle Prealpi Varesine a un'altitudine di 238 m s.l.m.; ha una profondità media di 11 m e massima di 26 m, mentre la superficie è di 14,52 km².
Si tratta del 10º lago italiano per estensione, fra quelli interamente compresi nei confini nazionali, e del 12º in totale.
Conosciuto per la sua inconfondibile forma a scarpa, bagna in tutto nove comuni: Varese, Azzate, Bardello con Malgesso e Bregano, Biandronno, Bodio Lomnago, Buguggiate, Galliate Lombardo, Cazzago Brabbia e Gavirate, quest'ultimo è stato a lungo il principale comune ad affacciarsi sul lago (il comune di Varese ne acquisì una buona parte di sponde solo negli anni venti, quando divenne capoluogo), il lago infatti era anticamente noto come Lago di Gavirate.
Insieme con i laghi Maggiore, di Comabbio, di Lugano, di Ganna, di Ghirla e di Monate fa parte dei cosiddetti Sette Laghi della provincia di Varese.
Sul lago di Varese, rinomato campo di gara per il canottaggio, hanno sede la Canottieri Varese, organizzatrice di eventi remieri nazionali ed internazionali, e, a partire dal 1960, anche la canottieri Gavirate, che ha riportato numerosi successi come la coppa Montù nel 2007 nel 2008 e 2009.

## La formazione
La nascita del Lago di Varese risale a circa 15.000 anni fa, contemporaneamente a quella del vicino lago Maggiore, quando il ritiro del ghiacciaio del Verbano creò la grande conca in cui si trovano oggi la città e il suo lago, che all'epoca aveva una superficie molto più ampia e comprendeva gran parte dei laghi circostanti.

## Isolino Virginia
La piccola isola del comune di Biandronno è probabilmente il sito di maggior interesse del Lago di Varese.

### La storia
L'isola ha cambiato nome diverse volte: chiamata originariamente Isola di San Biagio, divenne poi Isola di Donna Camilla Litta fino al 1878 quando il suo ultimo proprietario, l'industriale gallaratese Andrea Ponti le diede il nome di Isolino Virginia in onore della moglie Virginia Pigna, nome che conserva tuttora.

### I ritrovamenti archeologici
Nel 1863 sono stati trovati resti di civiltà delle palafitte, ora conservati al Museo Ponti, sull'isola stessa.
Grazie ai numerosi ritrovamenti il Lago di Varese è divenuto, insieme a quello di Monate, nel 2011 Sito UNESCO rientrante tra i "Siti palafitticoli preistorici dell'arco alpino" più importanti del mondo.

## Le acque
Dopo 60 anni di non balneabilità, il lago è tornato balneabile, in via sperimentale, nelle spiagge della Schiranna di Varese e di Bodio Lomnago a partire dal 2 luglio 2022. Questo è stato reso possibile grazie a interventi volti a risanare le acque, attuati dai comuni che affacciano sulle sue sponde, provincia di Varese e regione Lombardia.

## La flora
Adagiata tra i bacini del Lago di Varese e del Lago di Comabbio, la Palude Brabbia, estesa 459 ettari, è una riserva naturale che tutela uno degli esempi meglio conservati di torbiera di pianura. La palude è un alternarsi di zone coperte da una fittissima vegetazione acquatica, con ampi canneti, salici e ontani, a tratti di acqua scoperta, i cosiddetti chiari, piccoli specchi d'acqua di forma regolare.
A partire dal 1994 la gestione della riserva è stata affidata alla Lipu.

## La fauna
Sono circa 170 le specie di uccelli che frequentano la zona del Lago di Varese. Tra le più difficili da incontrare ci sono alcune specie di anatre come la moretta tabaccata e la canapiglia o aironi come il tarabuso e l'airone rosso.

### La fauna ittica
Nel lago sono presenti le seguenti specie: persico reale, black bass, luccio,lucioperca, anguilla, cavedano, carpa, tinca, siluro, pesce gatto, scardola, triotto, persico sole carassio e gambero rosso della Louisiana.

## Pista ciclopedonale del lago di Varese
Attorno al lago è presente la pista ciclopedonale del lago di Varese. La lunghezza totale della pista è di 28 km e 100 m. Il dislivello massimo è di 220 m. In alcuni tratti vengono utilizzate strade comunali secondarie e quindi aperte al traffico, ma per la maggior parte sono percorsi ciclabili riservati. In alcune zone (Biandronno, Bardello, Gavirate, Varese) la pista scorre proprio in riva al lago, mentre in altre ne è leggermente distante. A Biandronno esiste un percorso di collegamento con la pista ciclabile del Lago di Comabbio.

## Galleria d'immagini

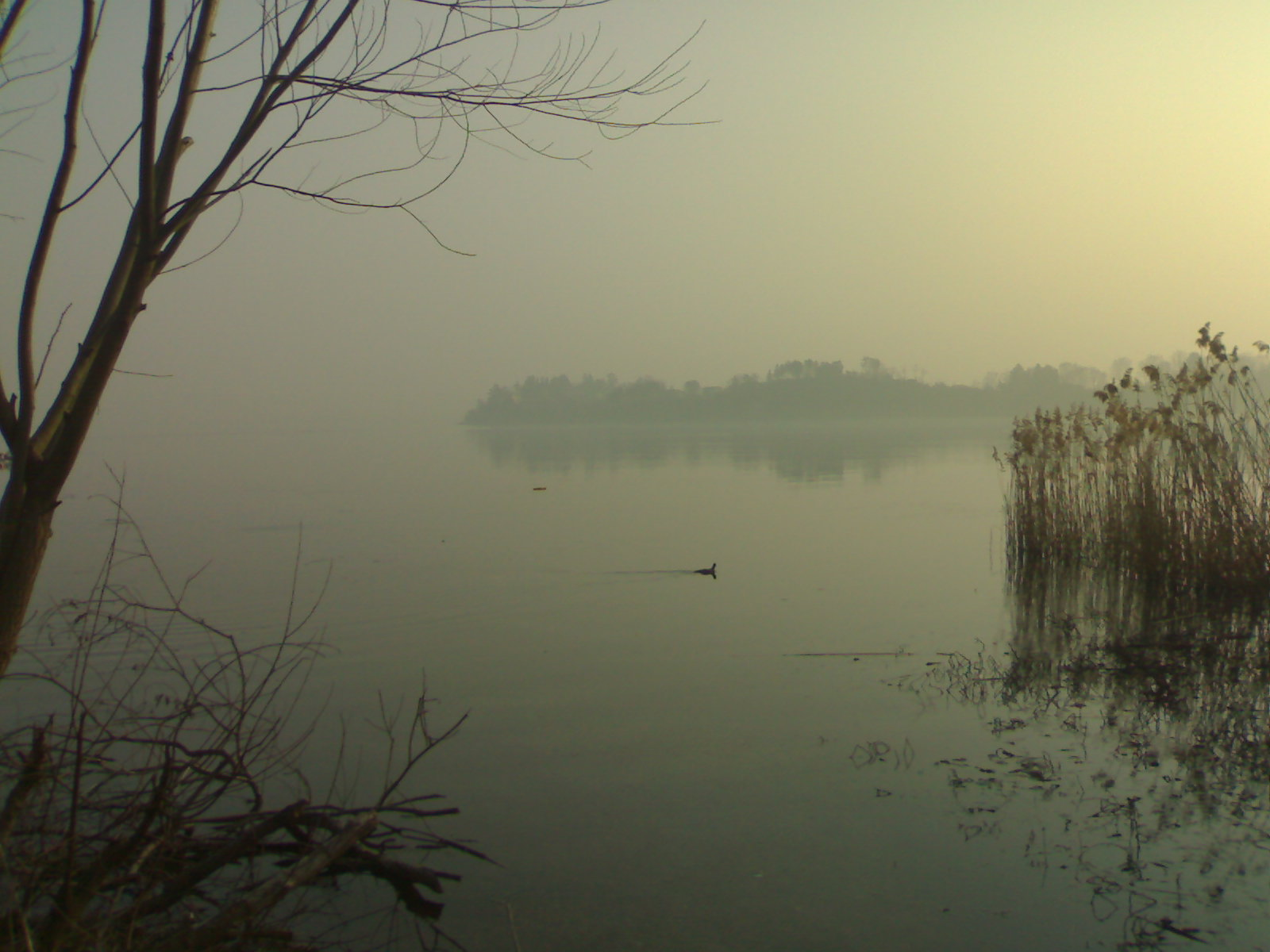
Veduta mattutina dal lungolago di Gavirate
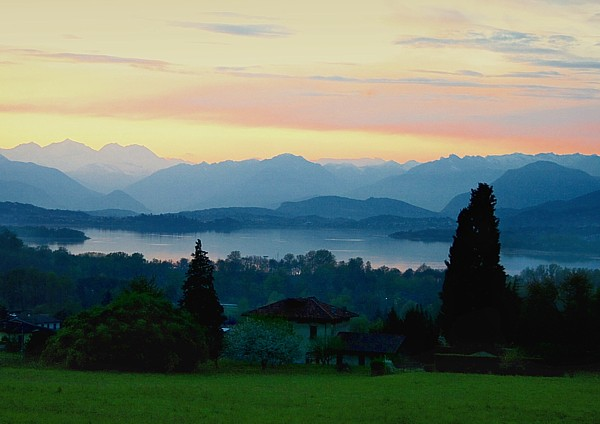
Veduta del lago da Azzate
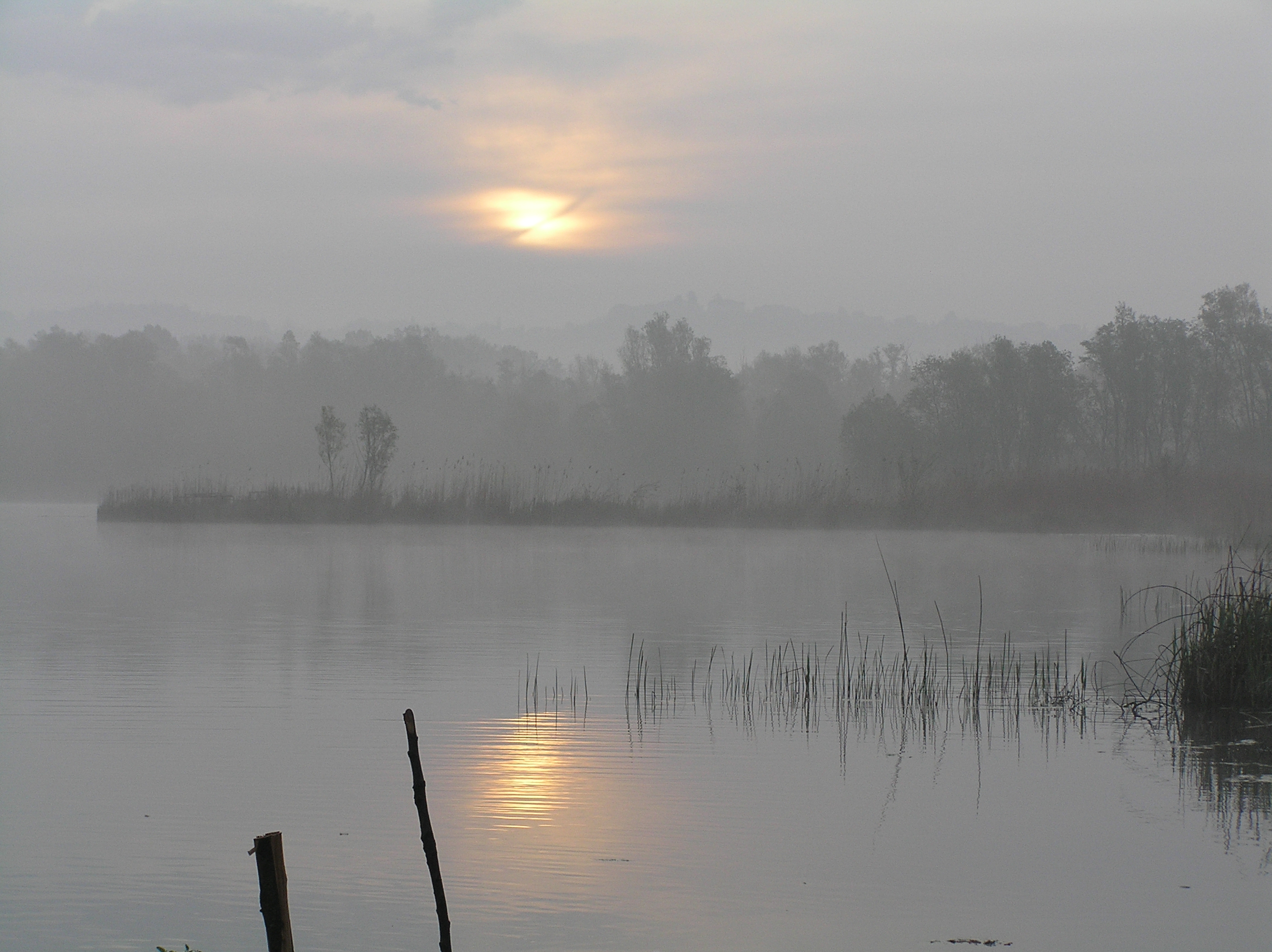
Veduta del lago
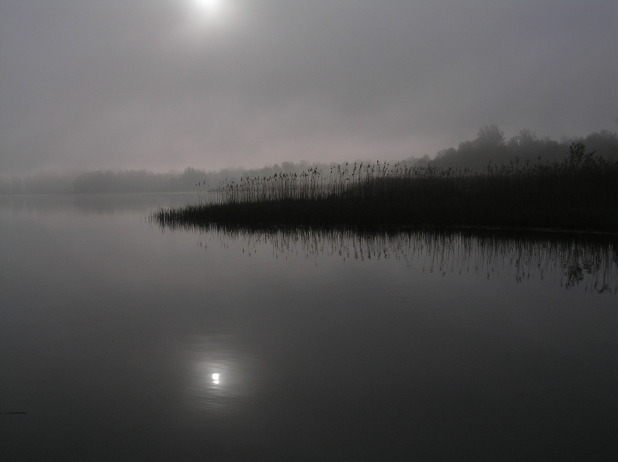
Veduta del lago
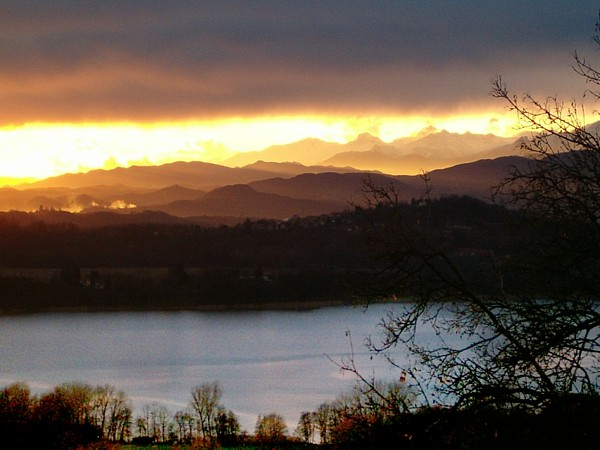
Il lago visto da Comerio
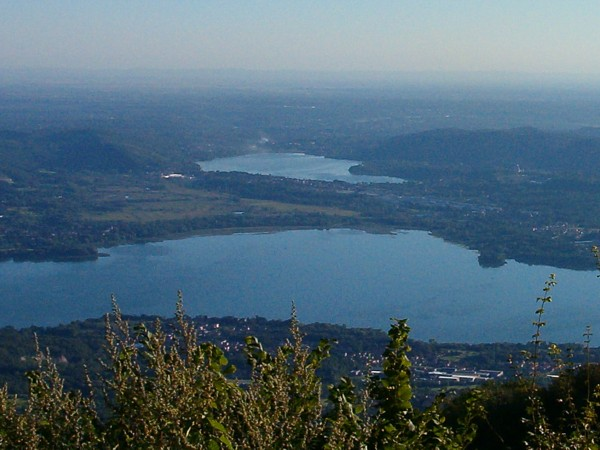
Lago di Varese e Lago di Comabbio visti da Campo dei Fiori
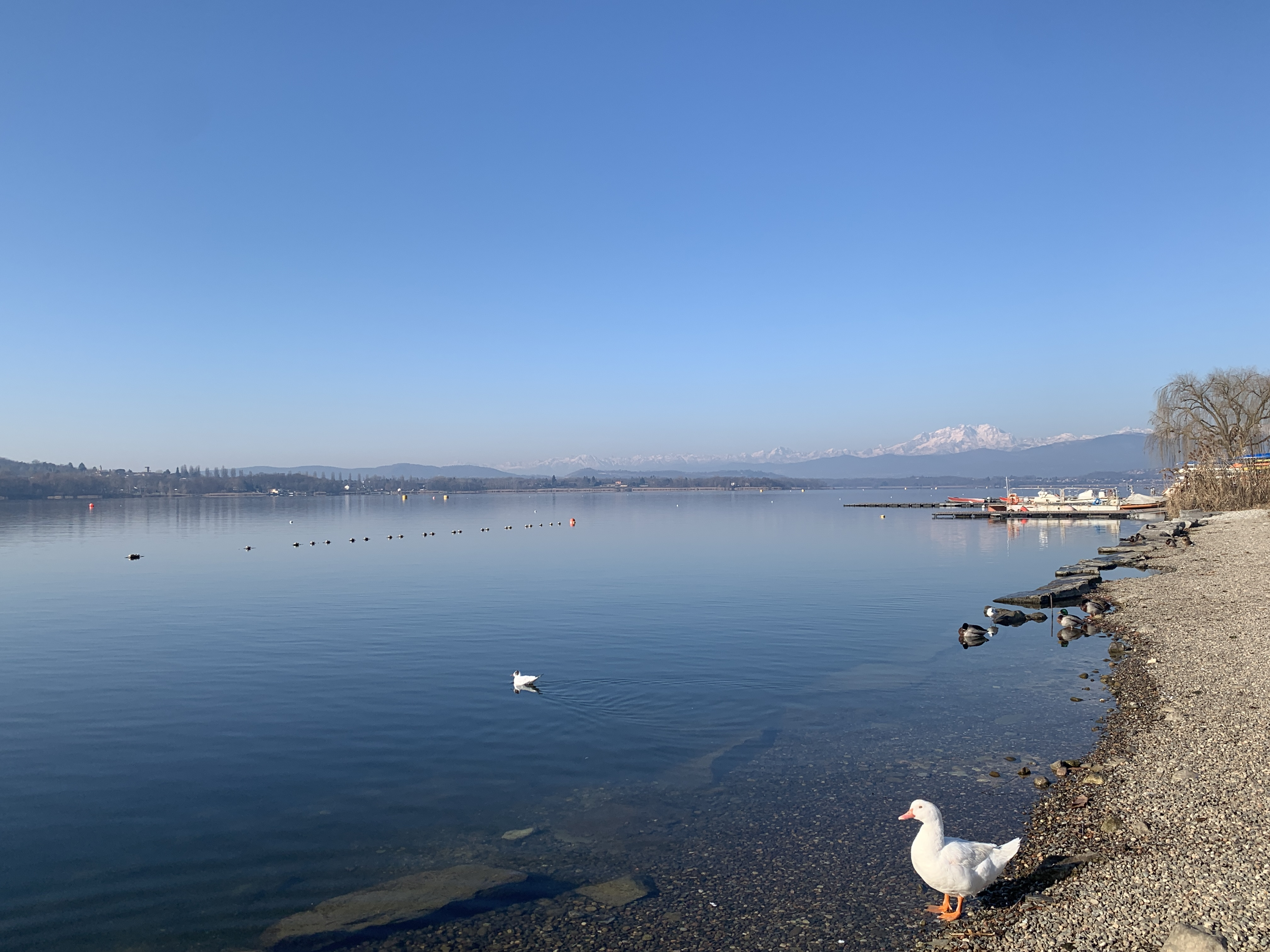
Veduta invernale